# Sebastiano Canterzani
Sebastiano Canterzani (Bologna, 25 agosto 1734 – Bologna, 19 marzo 1818) è stato un matematico e fisico italiano.

Osservazioni sul valor cardanico, 1787

Figlio del matematico Giuseppe Canterzani, frequentò le scuole secondarie dai Gesuiti. Nel 1760 fu nominato professore di matematica all'Università di Bologna. Nel 1766, allorché Francesco Maria Zanotti divenne presidente dell'Istituto delle scienze di Bologna, Canterzani ne fu nominato Segretario. I suoi numerosi studi riguardarono soprattutto l'analisi matematica. Si interessò anche di astronomia e partecipò al gruppo di studio che il 6 giugno 1761 calcolò l'orbita di Venere. Fu allontanato dall'insegnamento nel 1796 con l'arrivo a Bologna delle truppe francesi, ma riebbe la cattedra nel 1802.
Fu socio di varie accademie, fra cui l'Accademia nazionale delle scienze, e rimase in corrispondenza con numerosi scienziati. È per es. a Canterzani che Vincenzo De Filippis dedicherà la sua memoria sul terremoto del 1783 in Calabria.

## Opere
- Sebastiano Canterzani, Osservazioni sul valor cardanico, In Bologna, nella stamperia dell'Instituto delle Scienze, 1787. URL consultato il 1º giugno 2015.